# ۱۴۰۷ (میلادی)
۱۴۰۷ (میلادی) هزار و چهارصد  و هفتمین سال تقویم میلادی است.

## درگذشتگان
- آندرونیکوس پنجم، امپراتور بیزانس

‎